# Corophiida
Corophiida (лат.) — инфраотряд ракообразных из отряда бокоплавов (Senticaudata, Amphipoda). Включает два парвотряда.

## Описание
Тело субцилиндрическое. Переоподы 3+4 с железистыми основаниями. Уропод 3 с крупными и тонкими волосками. Тельсон дорсовентрально утолщен.

## Классификация
Включает более 20 семейств, разделённых на два парвотряда. В 2003—2013 годах эта группа рассматривалась как подотряд Corophiidea, который, в свою очередь, был восстановлен, чтобы содержать таксоны, ранее относившиеся к подотряду Caprellidea, а также некоторые семейства, ранее помещенные в подотряд Gammaridea.
Затем эта группа была включена в новый подотряд Senticaudata.
- инфраотряд Corophiida
  - парвотряд Caprellidira Leach, 1814
    - надсемейство Aetiopedesoidea  Myers & Lowry, 2003
      - семейство Aetiopedesidae Myers & Lowry, 2003
      - семейство Paragammaropsidae Myers & Lowry, 2003

    - надсемейство Caprelloidea  Leach, 1814
      - семейство Caprellidae Leach, 1814
      - семейство Caprogammaridae Kudrjaschov & Vassilenko, 1966
      - семейство Cyamidae Rafinesque, 1815
      - семейство Dulichiidae Laubitz, 1983
      - семейство Podoceridae Leach, 1814

    - надсемейство Isaeoidea  Dana, 1852
      - семейство Isaeidae Dana, 1852

    - надсемейство Microprotopoidea  Myers & Lowry, 2003
      - семейство Microprotopidae Myers & Lowry, 2003

    - надсемейство Neomegamphoidea  Myers, 1981
      - семейство Neomegamphopidae Myers, 1981
      - семейство Priscomilitaridae Hirayama, 1988

    - надсемейство Photoidea  Boeck, 1871
      - семейство Ischyroceridae Stebbing, 1899
      - семейство Kamakidae Myers & Lowry, 2003
      - семейство Photidae Boeck, 1871

    - надсемейство Rakirooidea  Myers & Lowry, 2003
      - семейство Rakiroidae Myers & Lowry, 2003

  - парвотряд Corophiidira Leach, 1814
    - надсемейство Aoroidea  Stebbing, 1899
      - семейство Aoridae Stebbing, 1899
      - семейство Unciolidae Myers & Lowry, 2003

    - надсемейство Cheluroidea  Allman, 1847
      - семейство Cheluridae

    - надсемейство Chevalioidea  Myers & Lowry, 2003
      - семейство Chevaliidae Myers & Lowry, 2003

    - надсемейство Corophioidea  Leach, 1814
      - семейство Ampithoidae Stebbing, 1899 (=Biancolinidae)
      - семейство Corophiidae Leach, 1814